# Glyptops
Glyptops Marsh, 1890 è un genere di rettili estinti, appartenente ai cheloni. Visse tra il Giurassico superiore (Kimmeridgiano – Tithoniano, circa 155-150 milioni di anni fa) e i suoi resti fossili sono stati ritrovati in America Settentrionale.

## Descrizione
Questo animale è noto per numerosi fossili, rinvenuti in varie parti del Nordamerica occidentale. Era una tartaruga di abitudini probabilmente semiacquatiche e dulciacquicole; il carapace era di forma ovale e, rispetto ad altre forme simili come Pleurosternon, maggiormente bombato (anche se non particolarmente alto).  Il carapace possedeva un'ornamentazione molto fitta, costituita da piccoli tubercoli; l'ultimo scudo vertebrale divideva parzialmente l'ultimo paio di scudi marginali. Il margine anteriore del piastrone era liscio e convesso. Glyptops poteva raggiungere i 40 centimetri di lunghezza.

## Tassonomia
I primi fossili di Glyptops vennero descritti da Edward Drinker Cope nel 1877, sulla base di fossili rinvenuti nella Morrison Formation (Giurassico superiore) degli Stati Uniti Occidentali. Cope inizialmente attribuì i fossili al genere Compsemys, nella nuova specie C. plicatulus. Othniel Charles Marsh, in 1890, eresse Glyptops ornatus per un teschio da Como Bluff, Wyoming. Glyptops utahensis Gilmore, 1916 è un sinonimo junior di G. ornatus..
Glyptops è considerato uno stretto parente di Pleurosternon, un'altra tartaruga del Giurassico/Cretaceo, nell'ambito di un clade noto come Paracryptodira, un gruppo di tartarughe dalle caratteristiche intermedie tra pleurodiri e criptodiri.